# Voluntariat ambiental

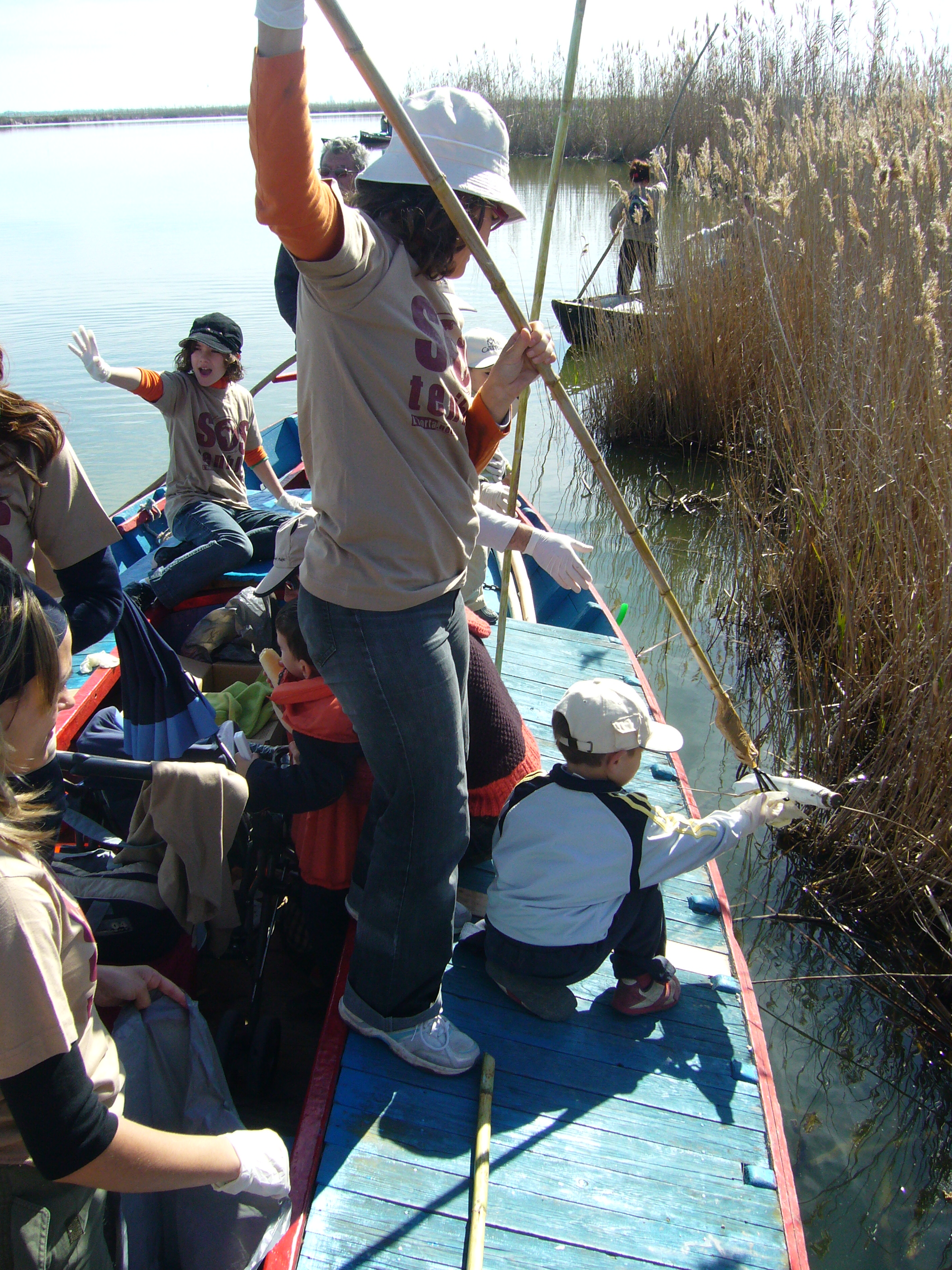
Voluntariat a l'Albufera, netejant la mata

El voluntariat ambiental és aquell voluntariat, manifestat generalment mitjançant entitats sense afany de lucre i l'administració, que motivat per principis solidaris i altruistes que ajuda al desenvolupament del nostre entorn i del medi, gràcies a la participació dels ciutadans. El voluntariat ambiental és aquell que té com a fonament i objectiu accions de conservació del medi ambient. Les organitzacions ambientalistes basen sovint les seues activitats en el voluntariat ambiental.
El voluntariat ambiental participa sense cap remuneració econòmica i actua fent accions orientades a la conservació del medi natural. Duen a terme accions en diverses activitats i programes amb un impacte positiu per a la recuperació, la conservació i la millora del medi. També incrementen la sensibilització i la formació dels propis voluntaris, seguint un exemple per a adoptar actituds respectuosos amb l'entorn i la sostenibilitat.
L'objecte de l'acció és la natura i el medi en general. Es treballa amb grups naturalistes i de defensa del patrimoni natural, grups d'educació ambiental, de creació de consciència, etc. A Catalunya cal destacar la tasca de les Agrupacions de defensa forestal/Voluntaris forestals que tenen la seva normativa pròpia mitjançant el reglament que dictà l'ordre de 10 de juny de 1988, per la qual s'aprova el Reglament de les Unitats de Voluntaris Forestals de Catalunya.
Entre les organitzacions ambientals que empren voluntaris per a les seues activitats, hi ha BirdLife International, Col·lectiu Soterranya, Fundación Limne, o el WWF.
Entre les administracions amb programes de voluntariat ambiental hi ha l'Institut Valencià de la Joventut
el Consorci Xarxa JOVES.net, l'Ajuntament de Silla
i l'ajuntament de Torrent.

## Accions[calcitació]
Entre les accions en les quals freqüentment prenen part voluntaris es poden citar:
- Pressió, a través de ciberaccions, manifestacions, punts d'informació, etc.
- Restauració ambiental, repoblacions, neteja de residus, etc.
- Censos i inventaris, anellaments científics necessaris per a portar a terme atles de distribució, seguiment de poblacions, etc.
- Divulgació
- Difondre i crear consciència a través de jornades ambientals involucrant a empreses privades, governamentals així com a la societat civil, fent partícips a directius, empleats i llurs famílies.

## Galeria d'imatges

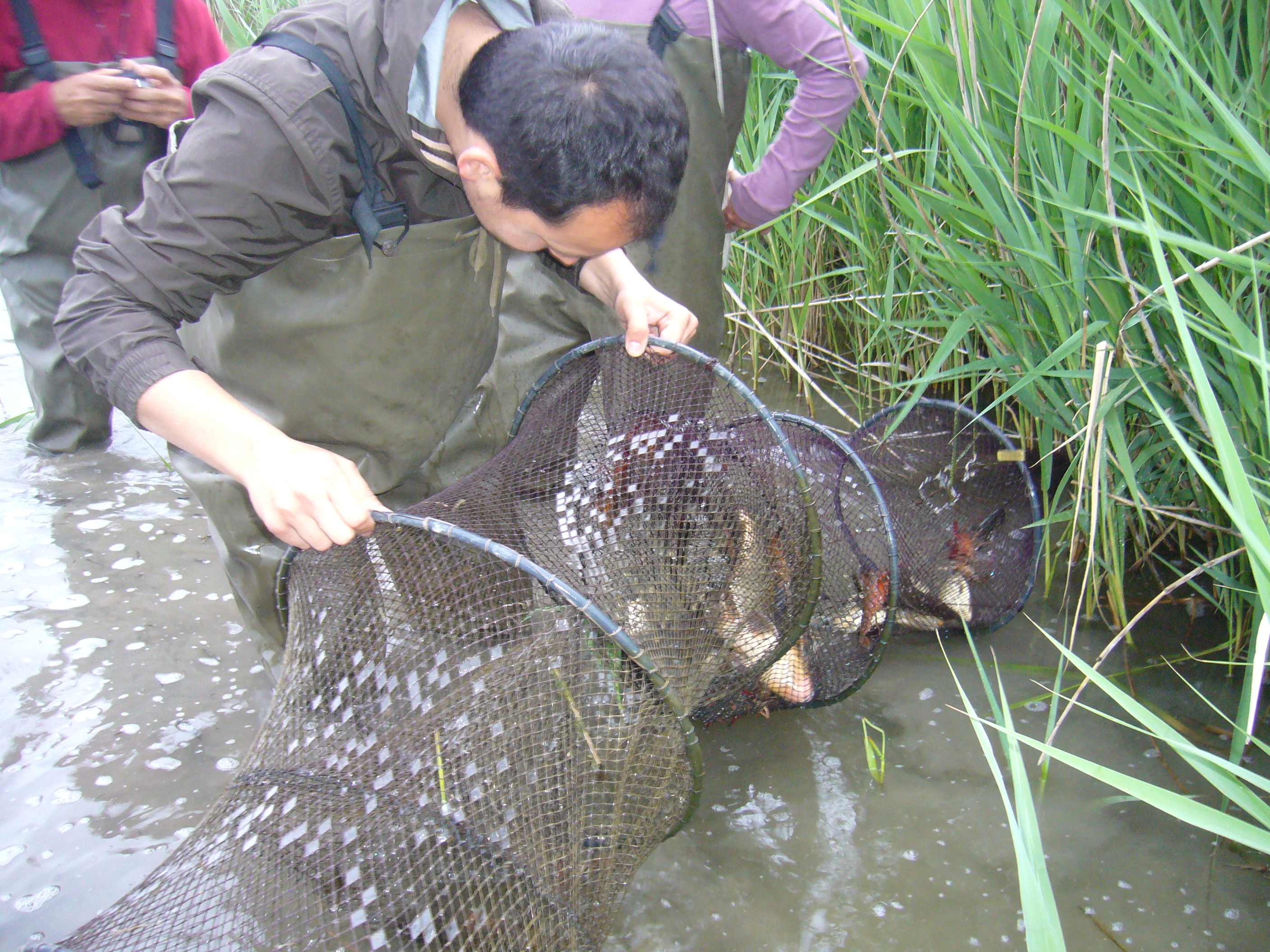
Instal·lant un mornell per al seguiment de la tortuga d'estany
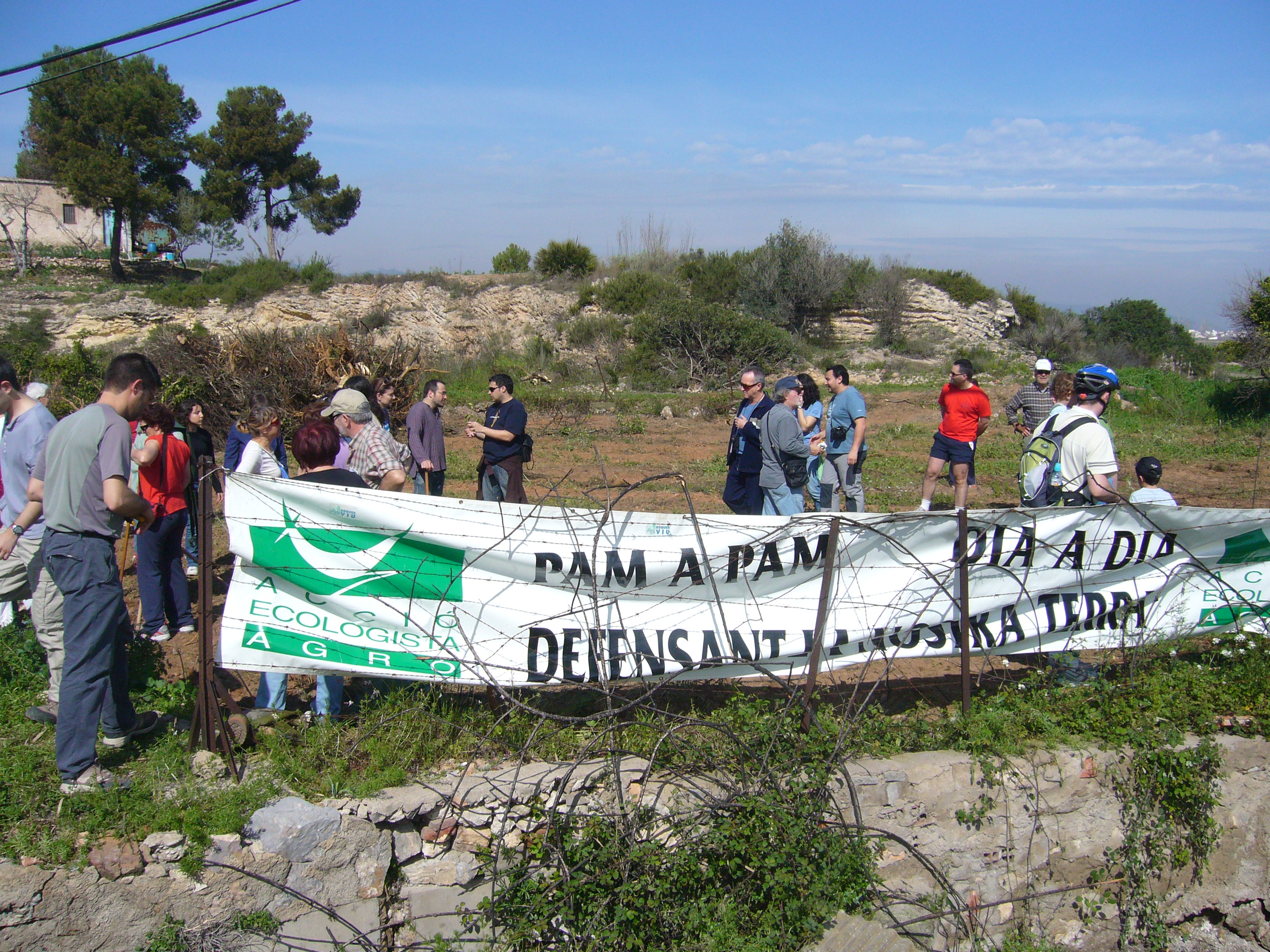
Acció Ecologista - Agró a la Marjal d'Almenara
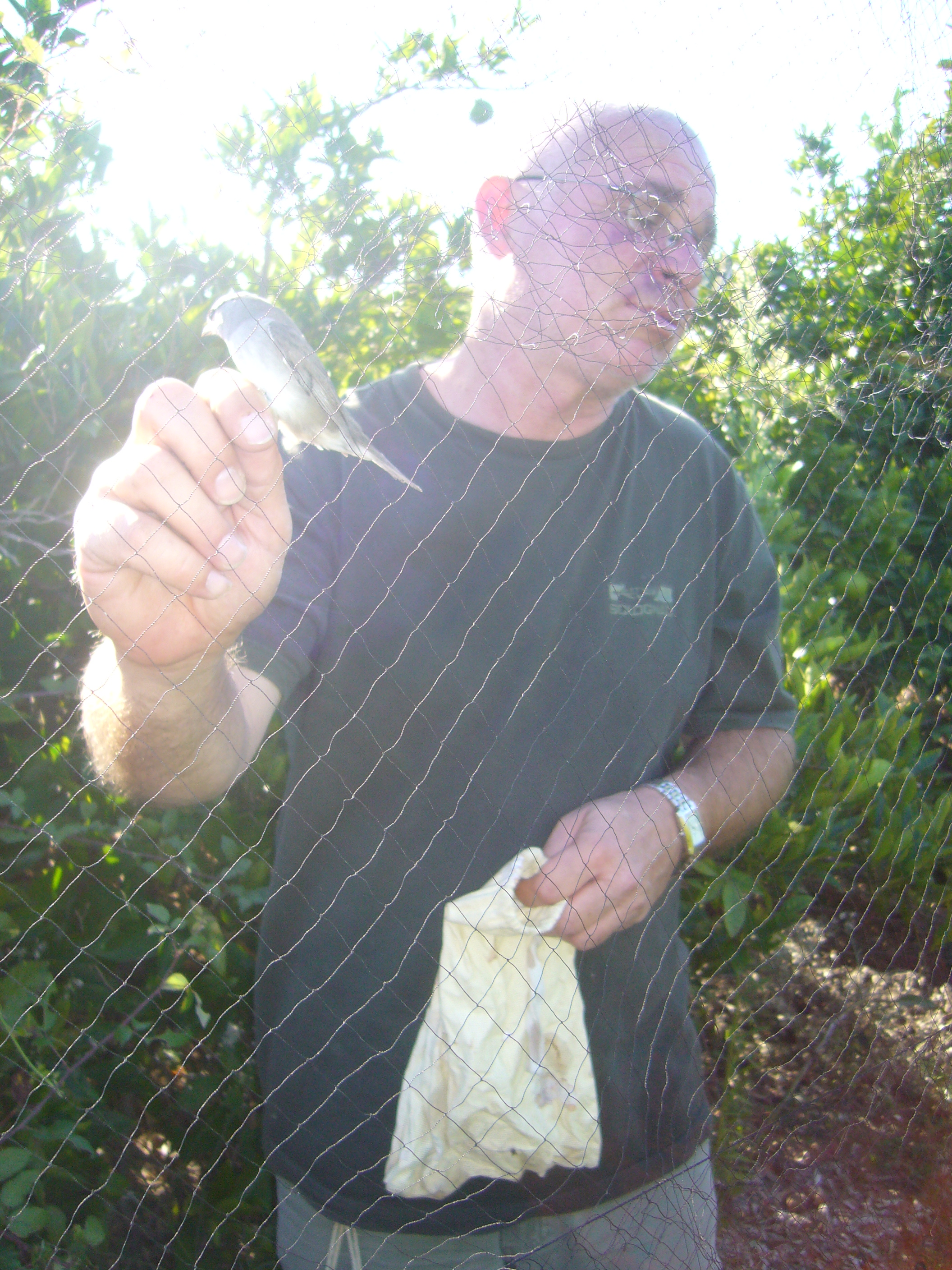
Ocell capturat.
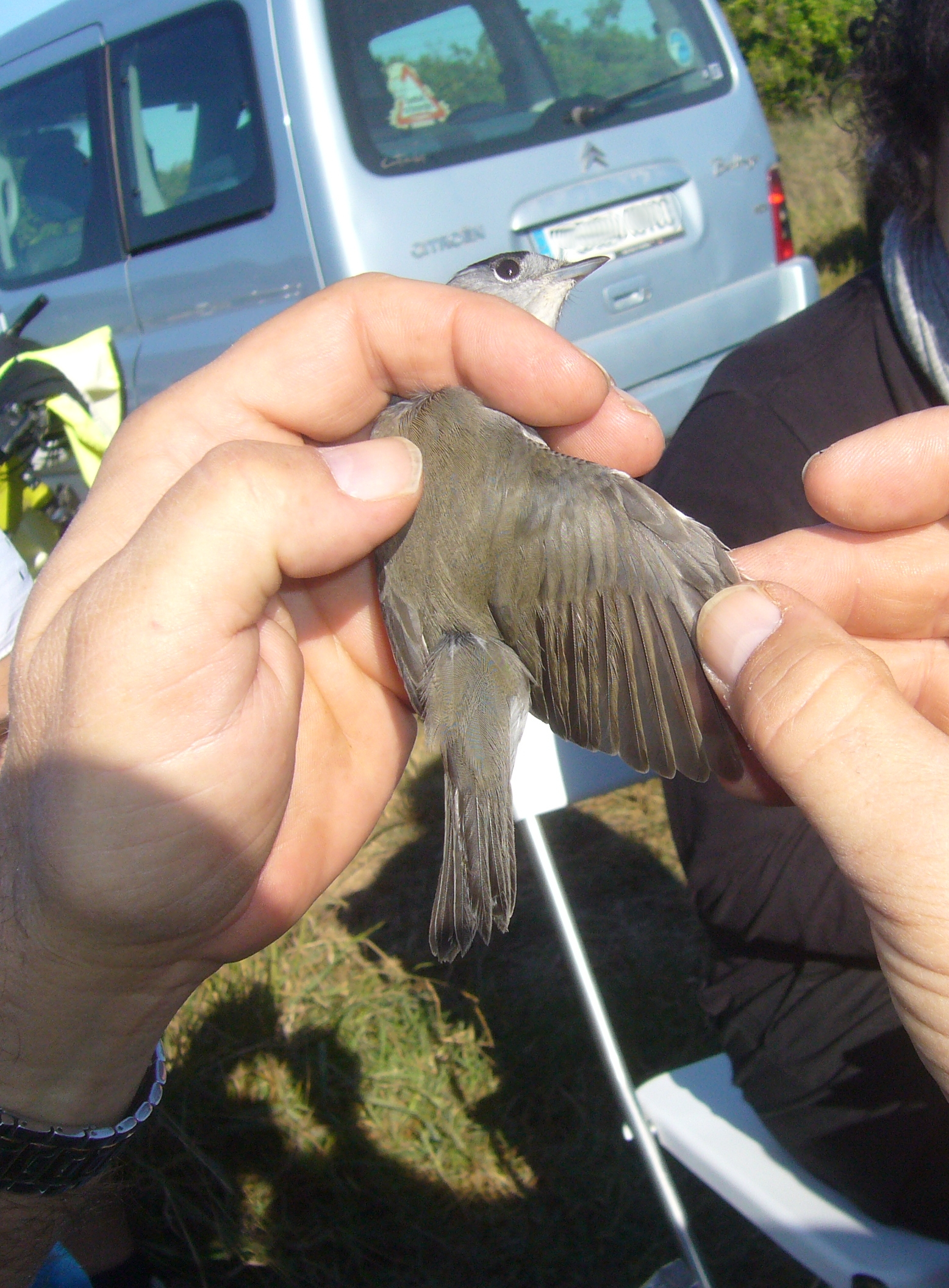
Prenent mesures.
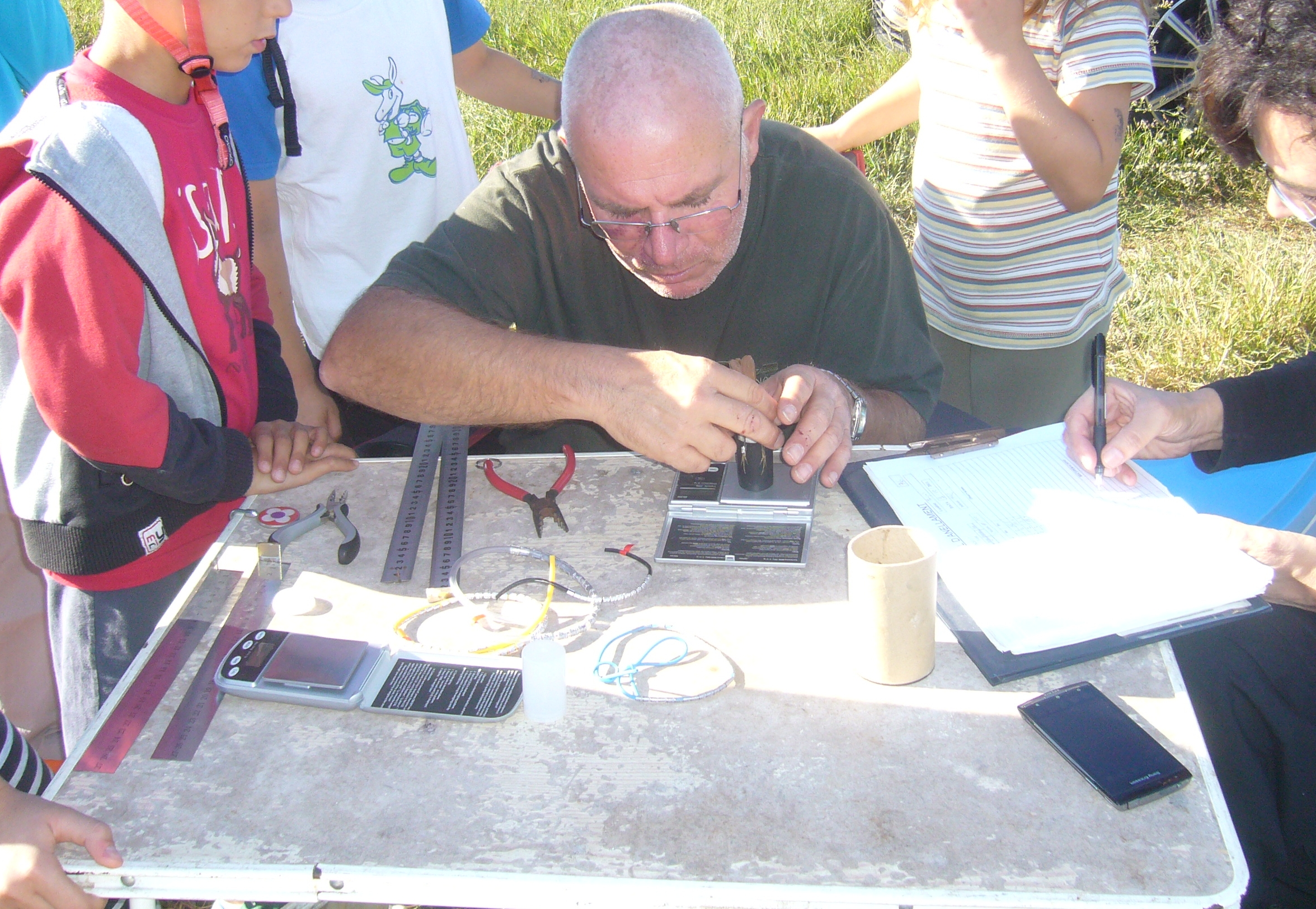
Pesant l'ocell.
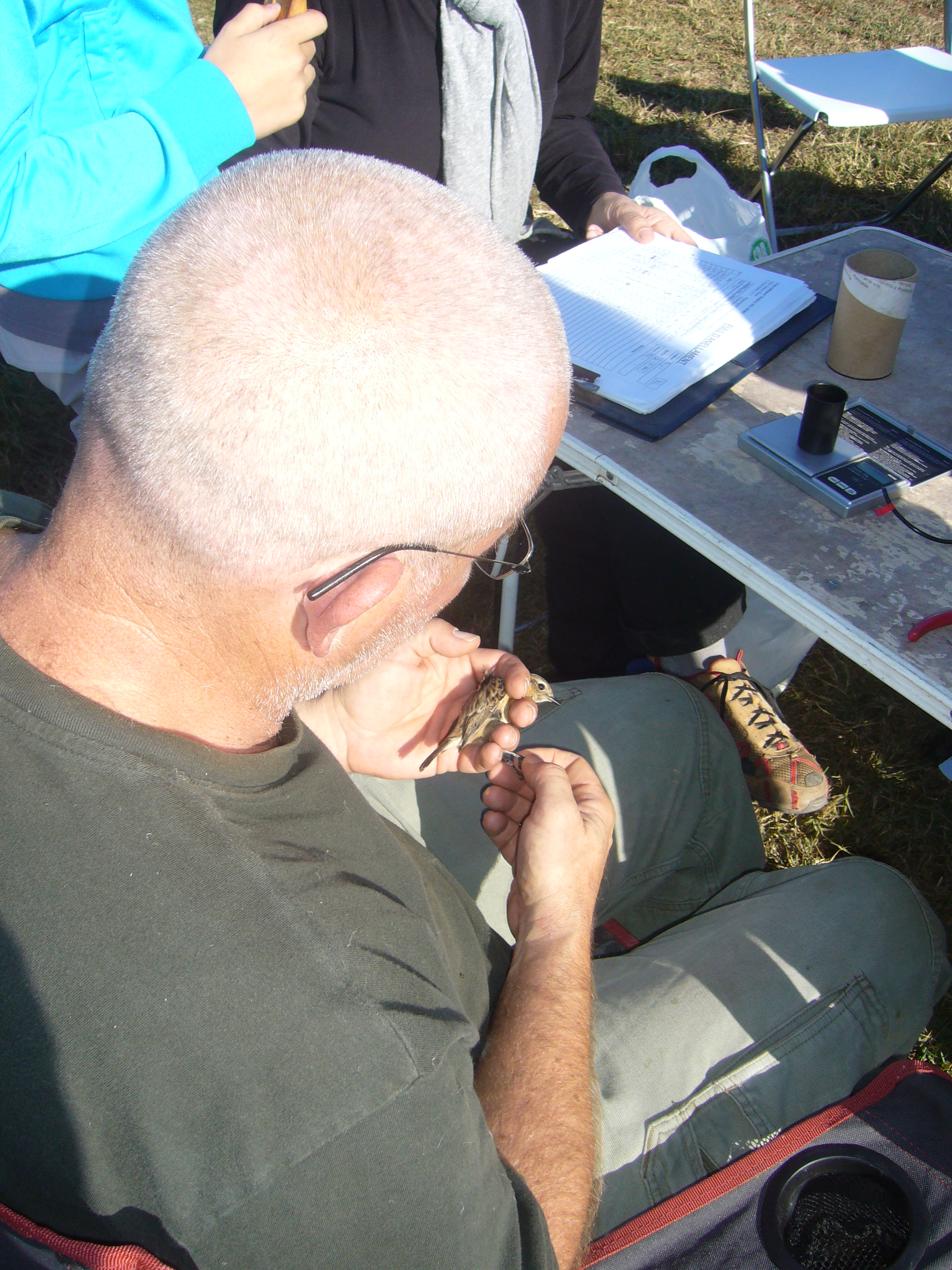
Anellant l'ocell.